# Avondale (Colorado)
Avondale is een plaats (census-designated place) in de Amerikaanse staat Colorado, en valt bestuurlijk gezien onder Pueblo County.

## Demografie
Bij de volkstelling in 2000 werd het aantal inwoners vastgesteld op 754.

## Geografie
Volgens het United States Census Bureau beslaat de plaats een oppervlakte van
9,7 km², waarvan 9,5 km² land en 0,2 km² water. Avondale ligt op ongeveer 1382 m boven zeeniveau.

## Plaatsen in de nabije omgeving
De onderstaande figuur toont nabijgelegen plaatsen in een straal van 40 km rond Avondale.